# Saint-Maurice-en-Valgodemard
Pour les articles homonymes, voir Saint-Maurice.
Saint-Maurice-en-Valgodemard est une commune française située dans le département des Hautes-Alpes en région Provence-Alpes-Côte d'Azur.

## Géographie

### Situation
La commune de Saint-Maurice est située dans la partie aval du cours de la Séveraisse, immédiatement en amont de Saint-Firmin qui en est l'aboutissement. Le territoire de la commune est à cheval sur les deux flancs de la vallée, remontant de chaque côté jusqu'aux sommets à plus de 2 700 mètres d'altitude : au nord-ouest un chaînon descendant du Pic des Souffles et culminant au Grun de Saint-Maurice (2776 m.), au sud-est le massif du Vieux Chaillol (2826 m. au Pic de Pian). L'altitude du fond de la vallée est située entre 900 et 1 000 mètres. Les deux rives sont reliées par un unique pont situé à la hauteur de l'ubac et nommé pont du Roux.
L'habitat est circonscrit dans le triangle formé par le chef-lieu, le hameau du Roux (en amont sur la grand-route) et le cône de déjection du torrent de Prentiq, sur la rive gauche, parsemé de petits groupes de maisons autour du hameau de l'ubac.
La commune est incluse dans la zone périphérique du parc national des Écrins. Seule la rive droite du vallon de Prentiq est dans la zone centrale du parc.

### Hydrographie
La commune est traversée par la Séveraisse, affluent du Drac au régime torrentiel de type nivo-pluvial. Deux affluents sur la commune : le torrent de Prentiq (rive gauche), qui entaille profondément le massif du Vieux-Chaillol, et le torrent de Saint-Maurice (rive droite), plus modeste. De nombreux ruisseaux épisodiques, nommés drayes, ravinent les pentes de la rive gauche.
Deux dérivations de la rivière traversent la commune : 
- l'ancien canal des Herbeys, dont la prise se trouvait au confluent du Prentiq, se dirigeait vers Chauffayer par la rive gauche ; son tracé reste visible du pont du Roux à la sortie de la commune au-dessus de la route de la Chaup ;
- le conduit d'amenée de la centrale hydroélectrique de Saint-Maurice, sur la rive droite ; essentiellement souterrain, il passe au-dessus du Roux, et apparaît en surface en haut du village de Saint-Maurice où se trouve un bassin de régulation au croisement du torrent de Saint-Maurice ; il poursuit son cheminement sous la roche jusqu'à l'aplomb de la centrale, soit un parcours d'un peu plus de 4 kilomètres sur la commune.

### Voies de communication et transports
La commune est traversée du sud-ouest au nord-est par la route départementale 985A qui longe la rive droite de la Séveraisse et donne accès au haut-Valgaudemar depuis la route nationale 85 (Grenoble - Gap). Cette route est rejointe au pont du Roux par la petite départementale 16 qui dessert les hameaux de la rive gauche depuis Saint-Jacques-en-Valgodemard.
Saint-Maurice (chef-lieu) est à 8 kilomètres de Saint-Firmin, 18 de Corps, 25 de Saint-Bonnet, 38 de Gap et 80 de Grenoble.
Le « service régulier à la demande » (SRD) de 05voyageurs permet à certaines périodes d'aller à Saint-Firmin, Corps et Gap. A Sant-Firmin la ligne de transports en commun Transisère 4101 assure un service quotidien vers Gap et vers Grenoble.

### Climat
Pour des articles plus généraux, voir Climat de Provence-Alpes-Côte d'Azur et Climat des Hautes-Alpes.
En 2010, le climat de la commune est de type climat de montagne, selon une étude du Centre national de la recherche scientifique s'appuyant sur une série de données couvrant la période 1971-2000. En 2020, Météo-France publie une typologie des climats de la France métropolitaine dans laquelle la commune est exposée à un climat de montagne ou de marges de montagne et est dans la région climatique Alpes du sud, caractérisée par une pluviométrie annuelle de 850 à 1 000 mm, minimale en été.
Pour la période 1971-2000, la température annuelle moyenne est de 8,6 °C, avec une amplitude thermique annuelle de 18,1 °C. Le cumul annuel moyen de précipitations est de 1 153 mm, avec 8,5 jours de précipitations en janvier et 6,2 jours en juillet. Pour la période 1991-2020, la température moyenne annuelle observée sur la station météorologique de Météo-France la plus proche, « Villar Loubière », sur la commune de Villar-Loubière à 5 km à vol d'oiseau, est de 8,1 °C et le cumul annuel moyen de précipitations est de 1 240,1 mm. 
La température maximale relevée sur cette station est de 37 °C, atteinte le 25 juin 2019 ; la température minimale est de −23,5 °C, atteinte le 6 février 2012,,.
Les paramètres climatiques de la commune ont été estimés pour le milieu du siècle (2041-2070) selon différents scénarios d'émission de gaz à effet de serre à partir des nouvelles projections climatiques de référence DRIAS-2020. Ils sont consultables sur un site dédié publié par Météo-France en novembre 2022.

## Toponymie
L'ancien prieuré a donné son nom au village.
Saint-Maurice-en-Valgodemard s'appelait simplement Saint-Maurice jusqu'en 1936.
Sant Maurici de Gaudemard en occitan haut-alpin.
Saint-Maurice en Valgaudemard est placée sous la protection de saint Maurice.

## Urbanisme

### Typologie
Au 1er janvier 2024, Saint-Maurice-en-Valgodemard est catégorisée commune rurale à habitat très dispersé, selon la nouvelle grille communale de densité à 7 niveaux définie par l'Insee en 2022.
Elle est située hors unité urbaine et hors attraction des villes,.

### Occupation des sols
L'occupation des sols de la commune, telle qu'elle ressort de la base de données européenne d’occupation biophysique des sols Corine Land Cover (CLC), est marquée par l'importance des forêts et milieux semi-naturels (95,9 % en 2018), une proportion identique à celle de 1990 (95,9 %). La répartition détaillée en 2018 est la suivante : 
milieux à végétation arbustive et/ou herbacée (45,3 %), espaces ouverts, sans ou avec peu de végétation (30,5 %), forêts (20 %), prairies (4,1 %).
L'évolution de l’occupation des sols de la commune et de ses infrastructures peut être observée sur les différentes représentations cartographiques du territoire : la carte de Cassini (XVIIIe siècle), la carte d'état-major (1820-1866) et les cartes ou photos aériennes de l'IGN pour la période actuelle (1950 à aujourd'hui).

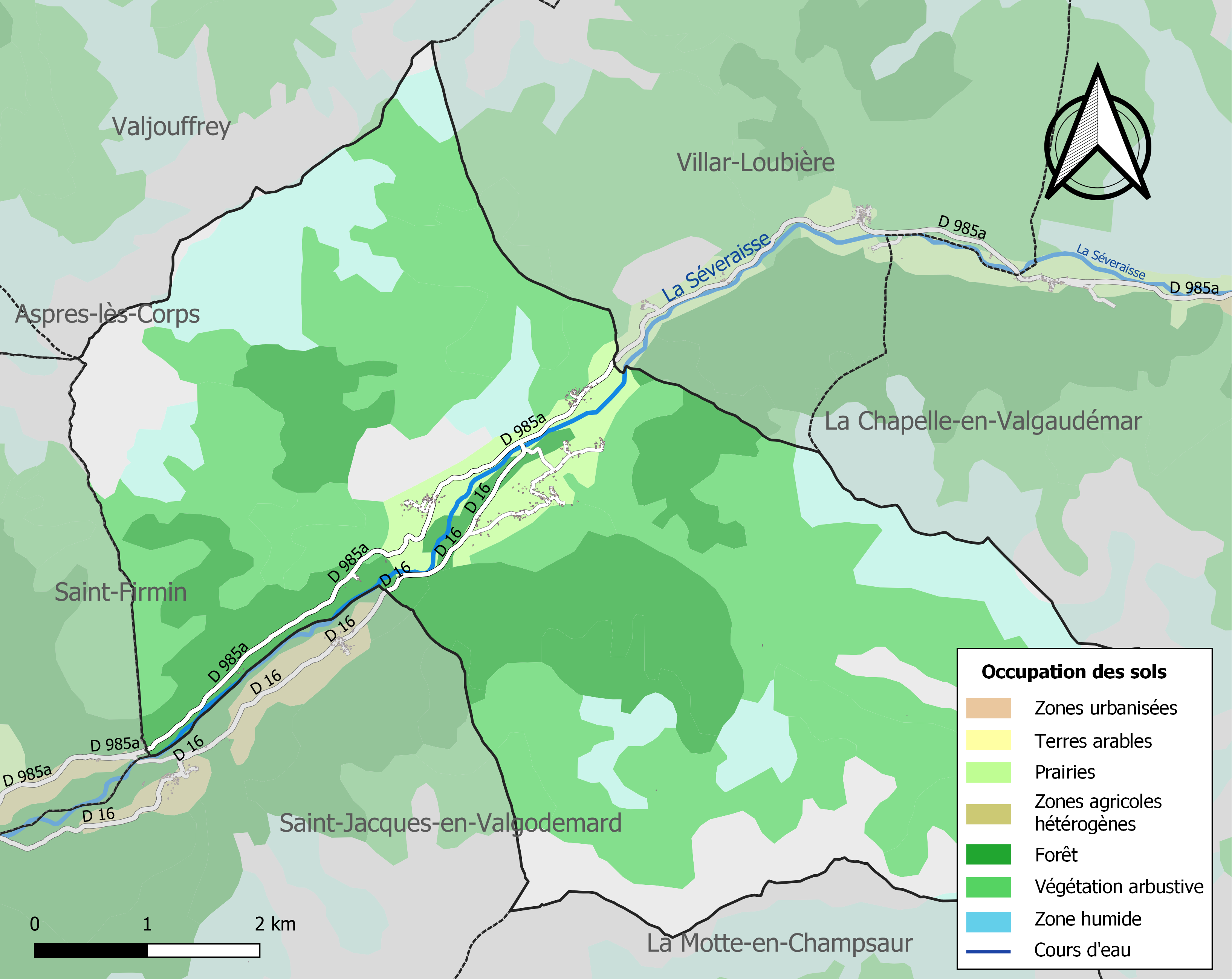
Carte de l'occupation des sols de la commune en 2018 (CLC).

## Politique et administration
| Période                                  | Période  | Identité       | Étiquette | Qualité      |
| ---------------------------------------- | -------- | -------------- | --------- | ------------ |
| Les données manquantes sont à compléter. |          |                |           |              |
| mars 2001                                | En cours | Daniel Alluis, |           | Ancien cadre |

## Population et société

### Démographie
L'évolution du nombre d'habitants est connue à travers les recensements de la population effectués dans la commune depuis 1793. Pour les communes de moins de 10 000 habitants, une enquête de recensement portant sur toute la population est réalisée tous les cinq ans, les populations de référence des années intermédiaires étant quant à elles estimées par interpolation ou extrapolation. Pour la commune, le premier recensement exhaustif entrant dans le cadre du nouveau dispositif a été réalisé en 2006.

En 2022, la commune comptait 118 habitants, en évolution de −5,6 % par rapport à 2016 (Hautes-Alpes : +0,4 %, France hors Mayotte : +2,11 %).
| 1793 | 1800 | 1806 | 1821 | 1831 | 1836 | 1841 | 1846 | 1851 |
| ---- | ---- | ---- | ---- | ---- | ---- | ---- | ---- | ---- |
| 417  | 416  | 454  | 398  | 417  | 403  | 402  | 390  | 464  |

| 1856 | 1861 | 1866 | 1872 | 1876 | 1881 | 1886 | 1891 | 1896 |
| ---- | ---- | ---- | ---- | ---- | ---- | ---- | ---- | ---- |
| 460  | 412  | 498  | 443  | 400  | 398  | 364  | 361  | 362  |

| 1901 | 1906 | 1911 | 1921 | 1926 | 1931 | 1936 | 1946 | 1954 |
| ---- | ---- | ---- | ---- | ---- | ---- | ---- | ---- | ---- |
| 390  | 357  | 323  | 296  | 235  | 401  | 223  | 209  | 186  |

| 1962 | 1968 | 1975 | 1982 | 1990 | 1999 | 2006 | 2011 | 2016 |
| ---- | ---- | ---- | ---- | ---- | ---- | ---- | ---- | ---- |
| 184  | 158  | 141  | 117  | 143  | 150  | 135  | 141  | 125  |

| 2021 | 2022 | - | - | - | - | - | - | - |
| ---- | ---- | - | - | - | - | - | - | - |
| 121  | 118  | - | - | - | - | - | - | - |

### Manifestations culturelles et festivités
En été, chaque hameau de la commune organise une fête comportant sur deux jours des concours de boules en journée, des buffets ou repas et des bals en soirée.

## Économie
La commune a une activité essentiellement agricole, d'ailleurs limitée par l'étendue relativement faible des terres cultivables ou propres à la pâture (essentiellement autour de l'ubac, au débouché du torrent de Prentiq).

### Tourisme
Étape sur la route qui mène aux sommets du haut-Valgaudemar (l'Olan, les Bans, le Sirac), Saint-Maurice est parcouru de part en part par le sentier de randonnée pédestre (GRP) dit « Tour du Vieux-Chaillol », avec une variante (anciennement GR 542) qui remonte le vallon de Prentiq et donne accès par le sud au col de Pétarel. Des itinéraires de randonnée alpine locale sont balisés sur le flanc est du Grun de Saint-Maurice. L'itinéraire du GRP est aussi balisé comme parcours VTT par la FFC.
L'Uubac est en hiver un centre important de ski de fond ; pour les touristes de passage, un ensemble de sculptures sur glace y est installé durant les fêtes de fin d'année.

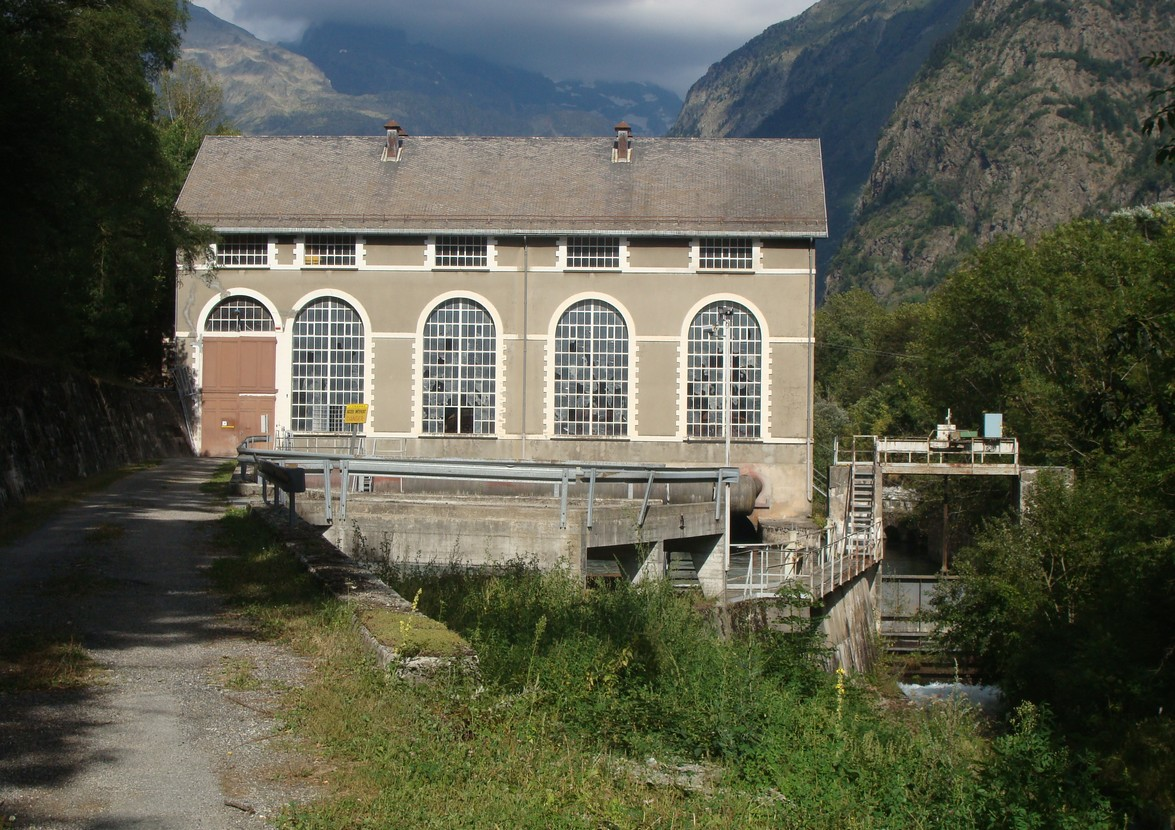
L'usine de Saint-Maurice.

Bien que située dans une région à fort potentiel touristique, la commune n'en profite guère, faute de commerces et d'équipements suffisants pour retenir les randonneurs désireux de visiter le Valgaudemar ou les alpinistes se dirigeant vers les sommets du massif des Écrins. Elle offre cependant : un camping et une boulangerie au hameau du Roux, un hôtel et un foyer de ski de fond au hameau de l'Ubac.

### Industrie
La seule activité de type industriel de la commune tient à la présence d'une centrale de production hydro-électrique. Cette centrale est alimentée par l'eau de la Séveraisse, captée en aval du village de Villar-Loubière à 1015 mètres d'altitude, acheminée jusqu'au sud-ouest de la commune par une canalisation de 6 kilomètres de long enterrée sur la plus grande partie de son parcours sur le flanc nord de la vallée, et envoyée dans l'usine par une conduite forcée de 100 mètres de dénivelé.

## Culture locale et patrimoine

### Lieux et monuments

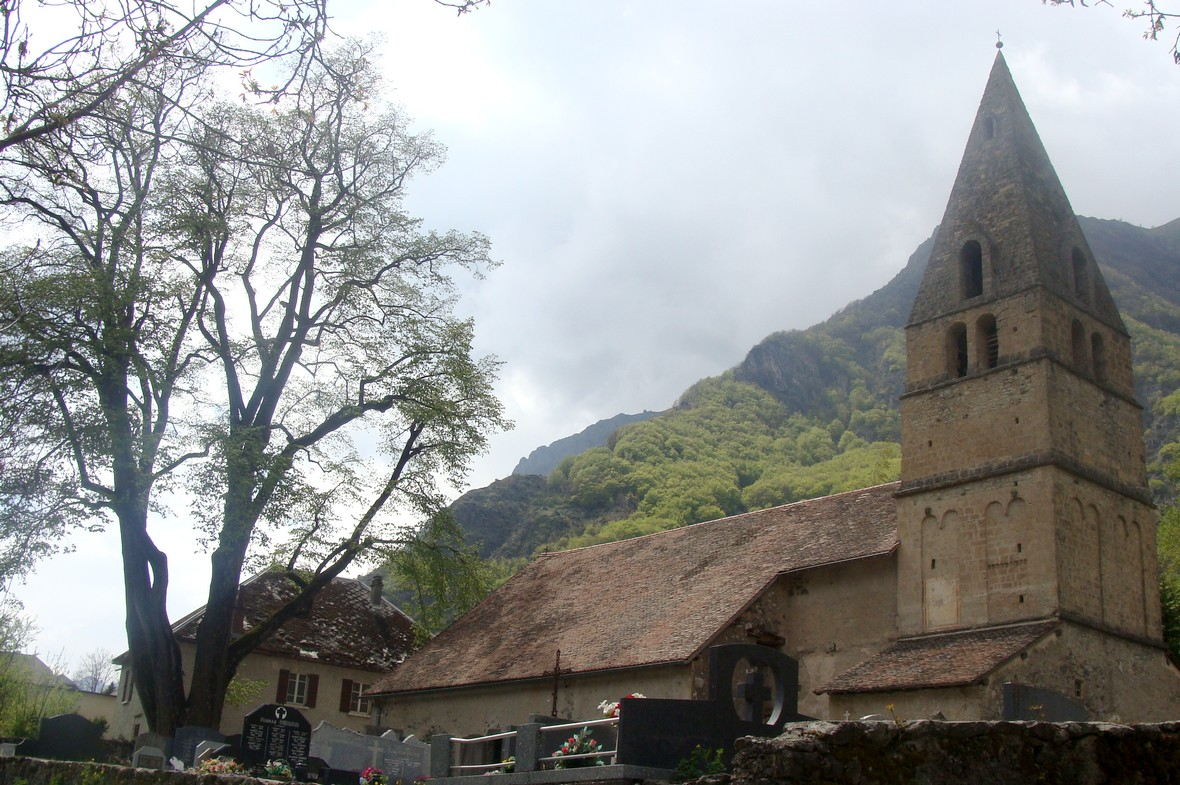
L'église et le "tilleul de Sully".

L'église Saint-Maurice de Saint-Maurice-en-Valgodemard, construite au XIe siècle par les moines de l'ordre de Cluny, et restaurée en 1668, est la plus ancienne des églises du Champsaur et du Valgaudemar. La nef principale est bordée de deux nefs latérales. Le chœur est à fond plat. Le clocher, à base carrée, de style lombard, est placé au-dessus du chœur, dans l'axe de la nef principale. Il est classé monument historique.
Le tilleul multicentenaire, dit « tilleul de Sully », qui est à côté de l'église, aurait été planté sous Henri IV. Endommagé par les intempéries à la fin des années 2010, il a dû être fortement élagué.
- Chapelle Notre-Dame-des-Lumières de la Tour.
- Chapelle Saint-Laurent de l'Ubac.